# Pierre Overnoy
Pierre Overnoy (né en 1937) est un viticulteur français de Pupillin dans le vignoble du Jura, référence locale et pionnier historique dans le domaine de l'élaboration de  « vin naturel »  de la viticulture en France.

## Historique
Né d'une famille de viticulteurs, son père Louis Overnoy avait commencé une sélection, puis son frère Guy. Pierre a continué. Marquant chaque année les pieds les plus beaux et les plus sains raisins : chardonnay à queue rouge, musqué, 4 à 5 espèces de chardonnay.
Dans les années 1950, Pierre Overnoy considère immédiatement les premiers herbicides comme nuisibles pour l'environnement alors que beaucoup les considéraient comme une avancée technologique. Il reprend totalement le domaine familial en 1968. Il décide alors d'entreprendre des recherches pour élaborer son vin de façon totalement naturelle. En 1984, il vinifie son premier vin sans soufre. En 2001, n'ayant pas d'enfants, Pierre a transmis son domaine à Emmanuel Houillon (son fils spirituel).

## Vignoble et vin

### Encépagement
Il cultive une surface de 6,5 hectares encépagés en :
- 2,5 hectares de chardonnay[2].
- 2 hectares de savagnin[2].
- 2 hectares de poulsard[2].

### Appellations
Pierre Overnoy produit 2 hectares d'Arbois pupillin.

### Méthodes culturales
L'élaboration de vin naturel implique entre autres :
- des sols et vignes travaillés artisanalement par méthodes de viticulture uniquement manuelles, à l'échelle humaine du vigneron et de son domaine. De la taille de la vigne, puis notamment aux procédés de vinifications (fermentations, extractions des jus, méthodes de gardes etc.),  jusqu'à éventuellement la mise en bouteille.
- La non utilisation ou apport d'engrais ou traitements issus de procédés chimiques industriels , de manière générale non-indigènes. La bouillie bordelaise artisanale étant un bon exemple d'un procédé séculaire efficace et naturel donc, de traitement de certaines récurrentes maladies des vignes à échelle locale.
- cf.

### Rendements
La maison Pierre Overnoy a des rendements de l'ordre de 28 à 30 hectolitres par hectare.

### Vinification et élevage
Pierre fait souvent référence au biologiste et œnologue Jules Chauvet, le premier à remplacer la chimie par la physique en utilisant le chaud et froid.
Pour l'élaboration de ses vins naturels, Pierre Overnoy emploie sur le plan œnologique : des vins qui sont vinifiés sans soufre/SO2 et qui ne sont pas filtrés. La fermentation est réalisée avec des levures indigènes ; après leur travail de fermentation, elles meurent en bonne santé, et se décomposent (autolyse levurienne) afin de donner la nourriture dont le vin a besoin pour un long vieillissement.